# Zahnstein

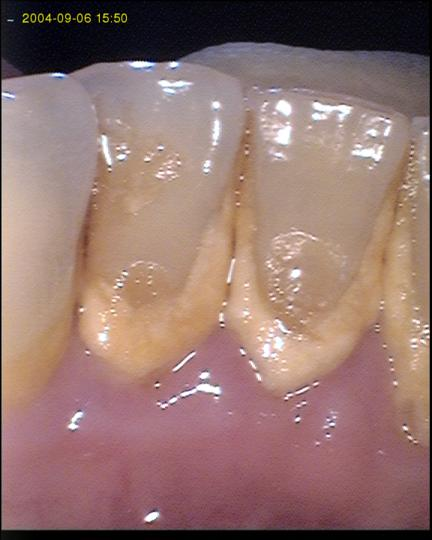
Zahnstein an den Unterkieferfrontzähnen eines Menschen

Als Zahnstein, auch Calculus dentis,  bezeichnet man feste Auflagerungen auf dem Zahn, die man weder durch Spülen noch durch Zähneputzen entfernen kann. Zahnstein entsteht durch Einlagerung anorganischer Stoffe (vor allem Calcium- und Phosphatverbindungen) aus dem Speichel in den Zahnbelag (weicher Zahnbelag). Besonders viel Zahnstein entsteht im Bereich der Ausführungsgänge der Speicheldrüsen.

## Zusammensetzung
Zahnstein besteht aus Apatit (Ca5[F(PO4)3]), Octacalcium Phosphat (Ca8H2(PO4)6), Hydroxylapatit (Ca5[OH (PO4)3]), Brushit (Ca[PO3(OH)]·2 H2O), Whitlockit (Ca9(Mg FeII)[PO3(OH)|(PO4)6]), Proteinen und Kohlenhydraten.

## Entstehung
Die anorganischen Stoffe im Speichel haben eine physiologische Funktion. Sie ermöglichen dem Zahnschmelz in geringen Grenzen eine Regeneration, beispielsweise wenn der Zahn durch den Genuss säurehaltiger Nahrungsmittel, wie Zitrusfrüchten, angeätzt worden ist. Der angeätzte Zahnschmelz wird durch die Mineralien des Speichels remineralisiert. Die Mineralien durchsetzen aber auch den Zahnbelag. Zahnbelag wiederum entsteht nur an Stellen, die nicht ausreichend gereinigt worden sind. Innerhalb weniger Tage wird der Zahnbelag so weit mineralisiert und damit erhärtet, dass er durch die übliche tägliche Zahnreinigung nicht mehr zu entfernen ist. Zahnstein ist demnach ein mineralisierter Zahnbelag. Zahnstein selbst führt nicht zur Parodontitis; verantwortlich dafür sind die auf der rauen Oberfläche anhaftenden lebenden Plaquebakterien. Wo kein Zahnbelag ist, kann auch kein Zahnstein entstehen.
Die Glandula submandibularis (Unterkieferspeicheldrüse) und die Glandula sublingualis (Unterzungendrüse) münden über die Caruncula sublingualis im Mundboden neben dem Zungenbändchen auf der Innenseite der Unterkieferschneidezähne. Der Ausführungsgang Ductus parotideus der  Glandula parotidea (Ohrspeicheldrüse) mündet an der Wange auf der Außenseite der Oberkiefer-Molaren.

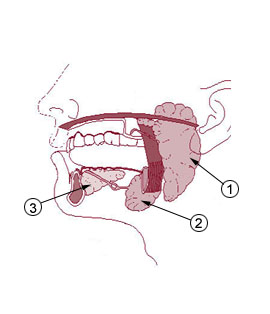
Speicheldrüsen: 1 Glandula parotidea 2 Glandula submandibularis 3 Glandula sublingualis
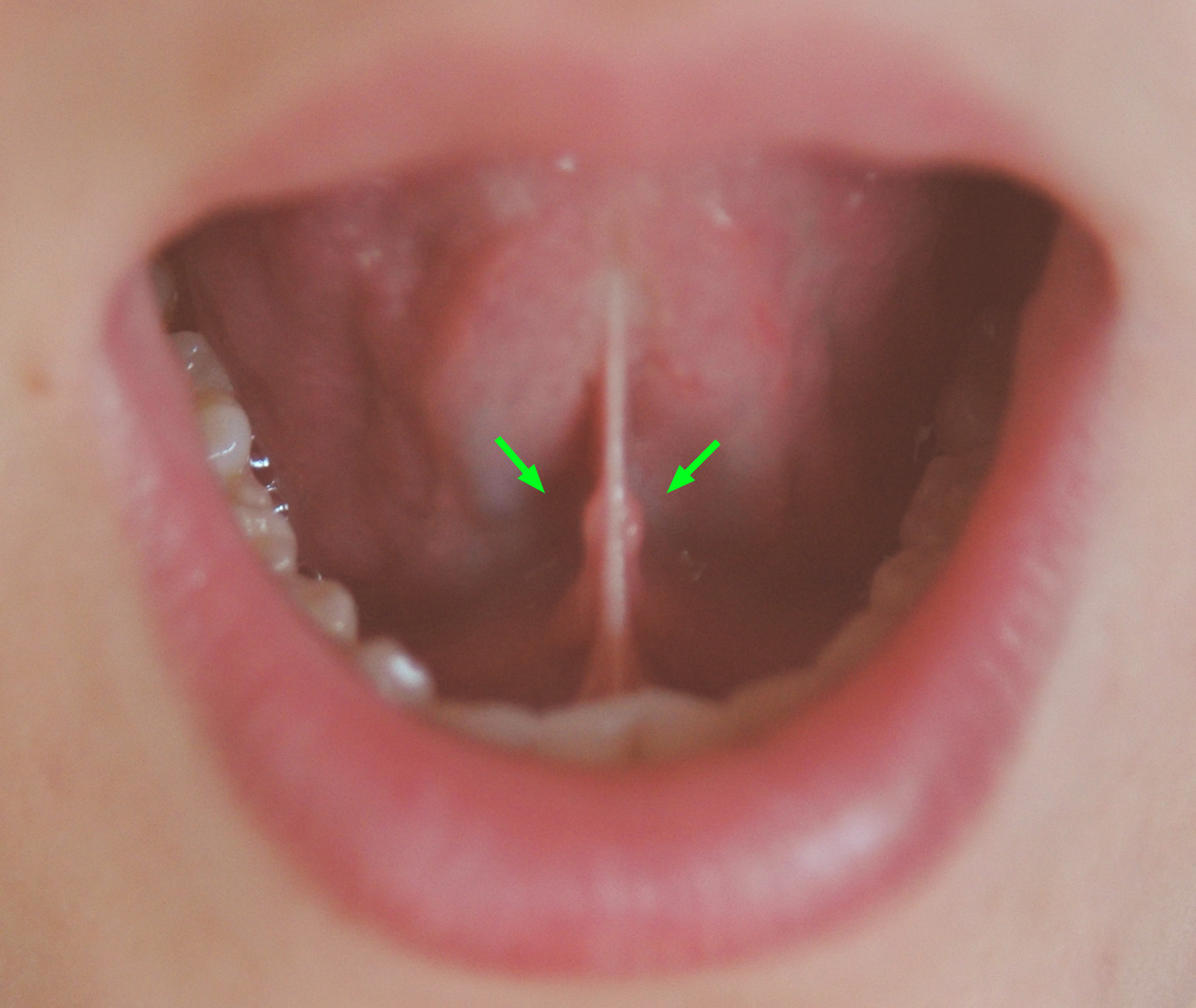
Caruncula sublingualis, Ausführungsöffnung der Unterkieferspeicheldrüse und der Unterzungenspeicheldrüse
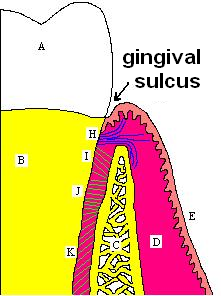
Sulcus gingivae. A = Zahnkrone, B = Zahnwurzel, E = Gingiva

Die Zahnsteinbildung an diesen Prädilektionsstellen rührt daher, dass an den Ausführungsgängen die Konzentration der anorganischen Bestandteile des Speichels hoch ist. Die raue Oberfläche des Zahnsteins bildet eine Retentionsfläche für weiteren Zahnbelag, der in der Folge ebenfalls mineralisiert wird. Zahnstein entsteht somit schichtweise. Zahnstein kann über einen längeren Zeitraum an allen Zähnen entstehen.

### Konkrements
Zahnstein, der subgingival (unterhalb des Zahnfleischsaumes) der Wurzeloberfläche aufliegt, hat eine dunkelbraungraue Farbe. Solche Auflagerungen werden als Konkremente bezeichnet. Die mineralischen Bestandteile der Konkremente entstehen nicht aus den Mineralien des Speichels, sondern aus Bestandteilen des Blutserums und anderen Bestandteilen des Sulcus fluid (Flüssigkeit in der Zahnfleischtasche).

### Phasen der Zahnsteinbildung
Die Zahnsteinbildung läuft in vier Phasen ab:
1. Bildung eines Schmelzoberhäutchens
2. Mikrobielle Erstbesiedelung durch kugelförmige Bakterien
3. Verschmelzung der Bakterienkolonien durch kugelförmige und stäbchenförmige Bakterien
4. Mineralisation des Zahnbelags

## Zahnsteinentfernung
Zahnstein kann rein mechanisch mit Handinstrumenten (Scaler, Küretten) oder maschinell z. B. mit Ultraschallgeräten entfernt werden. Ultraschallgeräte lösen über eine hochfrequent schwingende Metallspitze, die mit minimalem Druck über die Zahnoberfläche geführt wird, den Zahnstein ab. Die Vibration der Metallspitze erzeugt Wärme, die mit Wasser abgeführt wird. Der Zahnsteinentfernung folgt eine Politur der Zähne mit feinen rotierenden Bürstchen und Polierpaste, um eine verbliebene raue Zahnoberfläche durch Zahnsteinreste zu glätten, da diese als Kristallisationspunkte eine erneute Zahnsteinbildung begünstigen.

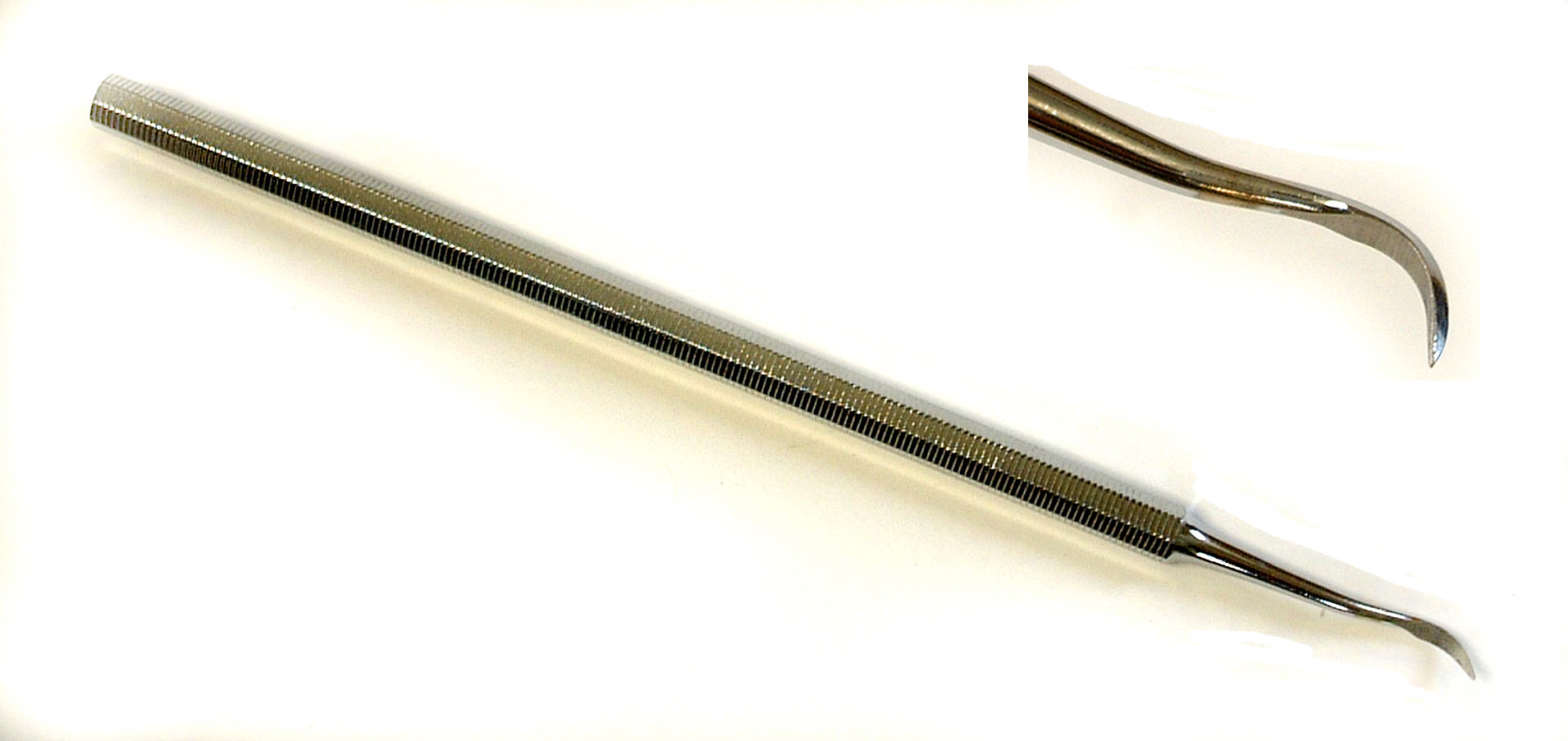
Scaler – ein Handinstrument zum Entfernen von Zahnstein
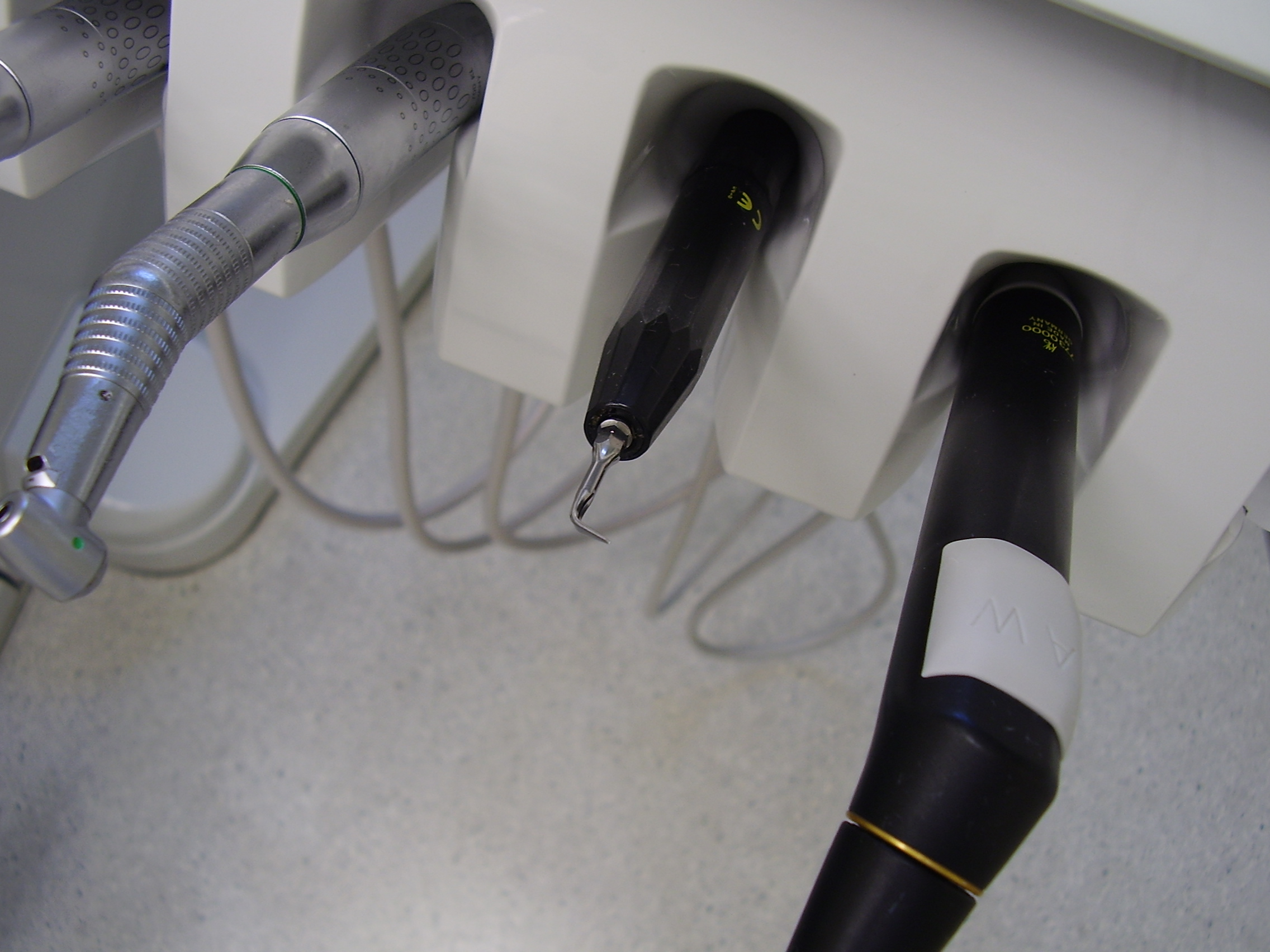
Ultraschallinstrument zur Entfernung von Zahnstein (Mitte)
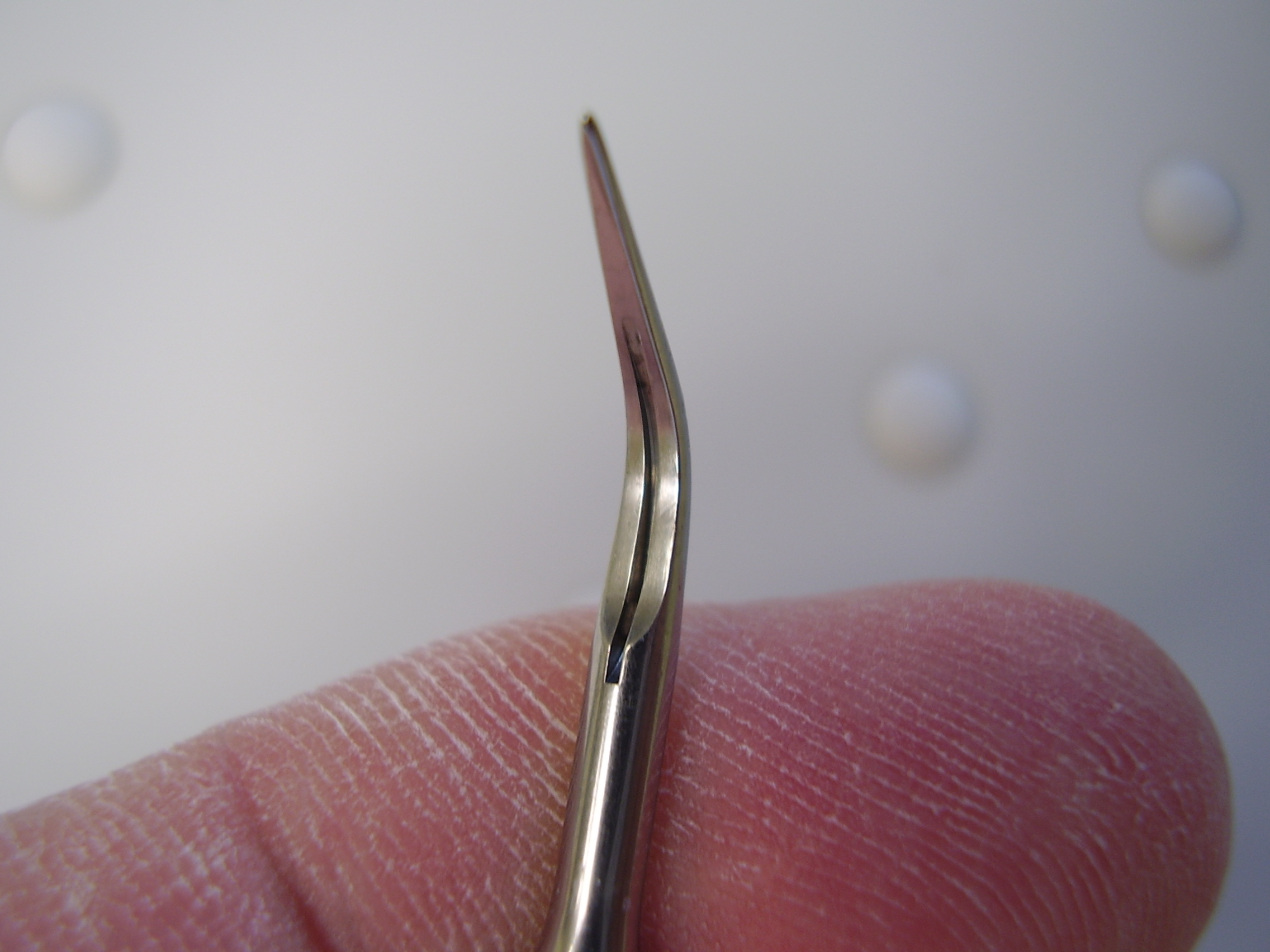
Metallspitze des Ultraschallgerätes (Öffnung für den Wasseraustritt)
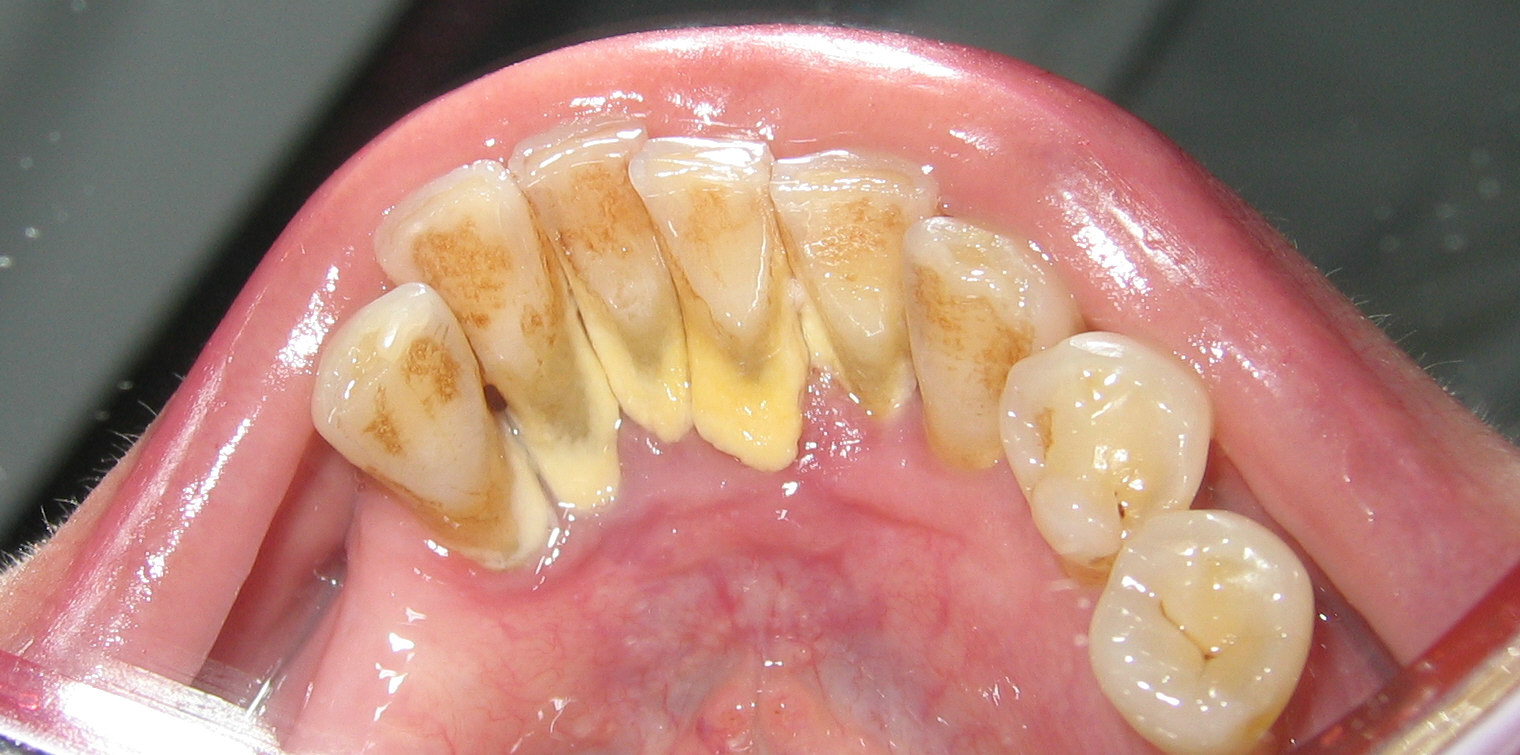
Fortgeschrittener Zahnstein an den Unterkieferfrontzähnen eines Menschen

### Delegierbarkeit
Die Zahnsteinentfernung gilt als delegierbare Leistung an entsprechend qualifiziertes Personal nach § 1 Abs. 5 und 6 Zahnheilkundegesetz (ZHG). Hierzu gehören die Gesundheitsfachberufe wie Zahnmedizinischer Prophylaxeassistent (ZMP), Zahnmedizinischer Fachassistent (ZMF) oder der Dentalhygieniker (DH).

## Nebenwirkungen der Entfernung

### Endokarditis-Prophylaxe
Bei Hochrisikopatienten, die an einer Entzündung des Endokards (Herzinnenhaut) erkrankt sind, ist eine Endokarditis-Prophylaxe u. a. bei zahnärztlichen Eingriffen notwendig, um einer  Bakteriämie (Einschwemmung von Bakterien ins Blut) entgegenzuwirken, die bei einer Zahnsteinentfernung unvermeidlich ist. Die Endokarditis-Prophylaxe erfolgt durch Einnahme von Antibiotika bereits vor der eigentlichen Behandlung.

### Ultraschall
Da einerseits die Schwingung auf den Zahn übertragen wird und diesen (bzw. dessen Nerven) reizt und andererseits das Zahnfleisch mechanisch gereizt werden kann, wird die Zahnsteinentfernung mittels Ultraschall von empfindlicheren Patienten als unangenehm bis schmerzhaft empfunden. Manche Patienten stören sich an den Begleitgeräuschen, die in den hörbaren Bereich hinunterreichen.

### Zahnlockerung
Manche Patienten stellen nach einer Zahnsteinentfernung eine Lockerung ihrer Zähne fest, insbesondere der unteren Frontzähne und führen dies auf die Zahnsteinentfernung zurück. Die Zahnlockerung entstand jedoch durch die durch den Zahnstein indirekt verursachte Parodontitis, die dem Patienten bislang nicht auffiel, da die Zähne durch den Zahnstein zusammengehalten wurden. Mit der Zahnsteinentfernung wurde die „Verblockung“ der Zähne aufgelöst. Sollte die Parodontitis nicht weit fortgeschritten sein, festigen sich die Zähne nach relativ kurzer Zeit wieder. Andernfalls sind weitere Maßnahmen, wie eine Parodontitisbehandlung oder eine Schienung der Zähne, notwendig.

### Temperaturempfindlichkeit
Zahnstein übt eine isolierende Funktion auf die Zähne aus. Sie werden empfindlicher, um auch durch den Zahnstein hindurch beispielsweise Kälte- und Wärmereize wahrnehmen zu können. Nach einer Zahnsteinentfernung sind deshalb die Zähne zunächst überempfindlich, da sich die Zähne erst wieder an einen Zustand ohne die „Isolierschicht“ des Zahnsteins gewöhnen müssen.

## Historische Bedeutung
Im Rahmen einer Studie konnten größere Mengen Erbsubstanz aus mittelalterlichem Zahnstein eines eintausend Jahre alten Skeletts isoliert und entschlüsselt werden. Es handelt sich dabei um Zahnstein eines Mannes, der im Mittelalter im Kloster Dalheim (Lichtenau) lebte. Dabei konnten wesentliche Teile des Genoms eines Parodontose-Bakteriums rekonstruiert werden, wodurch erstmals Erbmaterial von Nahrungsbestandteilen gefunden wurde, darunter 40 opportunistische Erreger und Antibiotika-Resistenzgene. Es gelang die Genomrekonstruktion des parodontalen Krankheitserregers Tannerella forsythia. Weiterhin wurden 239 Bakterien- und 43 menschliche  Proteine entdeckt. Die Entdeckung weist den Weg zu einem besseren Verständnis von Zahn- und Zahnfleischerkrankungen und zeigt auf, wie sich die menschliche Mundflora sowie Volkskrankheiten in der menschlichen Evolution entwickelt und angepasst haben.

## Kostenerstattung durch Krankenkassen

### Deutschland
Seit 2004 erstatten die gesetzlichen Krankenkassen die Kosten für die Zahnsteinentfernung (laut Bewertungsmaßstab zahnärztlicher Leistungen: Zst, Gebührennummer 107; 16 Punkte; entspricht etwa 14,20 € – Stand 2013),  nur einmal je Kalenderjahr. Manche Krankenkassen leisten einen freiwilligen Zuschuss zur Professionellen Zahnreinigung. Private Krankenversicherungen erstatten die Zahnsteinentfernung so oft sie notwendig ist nach der Gebührenordnung für Zahnärzte (GOZ), Gebührennummer 4050 bzw. 4055.

### Österreich
In Österreich wird die Entfernung von Zahnstein von den Krankenkassen nur zwischen dem 10. und 18. Lebensjahr übernommen.

### Schweiz
In der Schweiz sind zahnärztliche Behandlungen in der Regel vollständig vom Patienten selbst zu bezahlen.

## Zahnstein bei Hunden

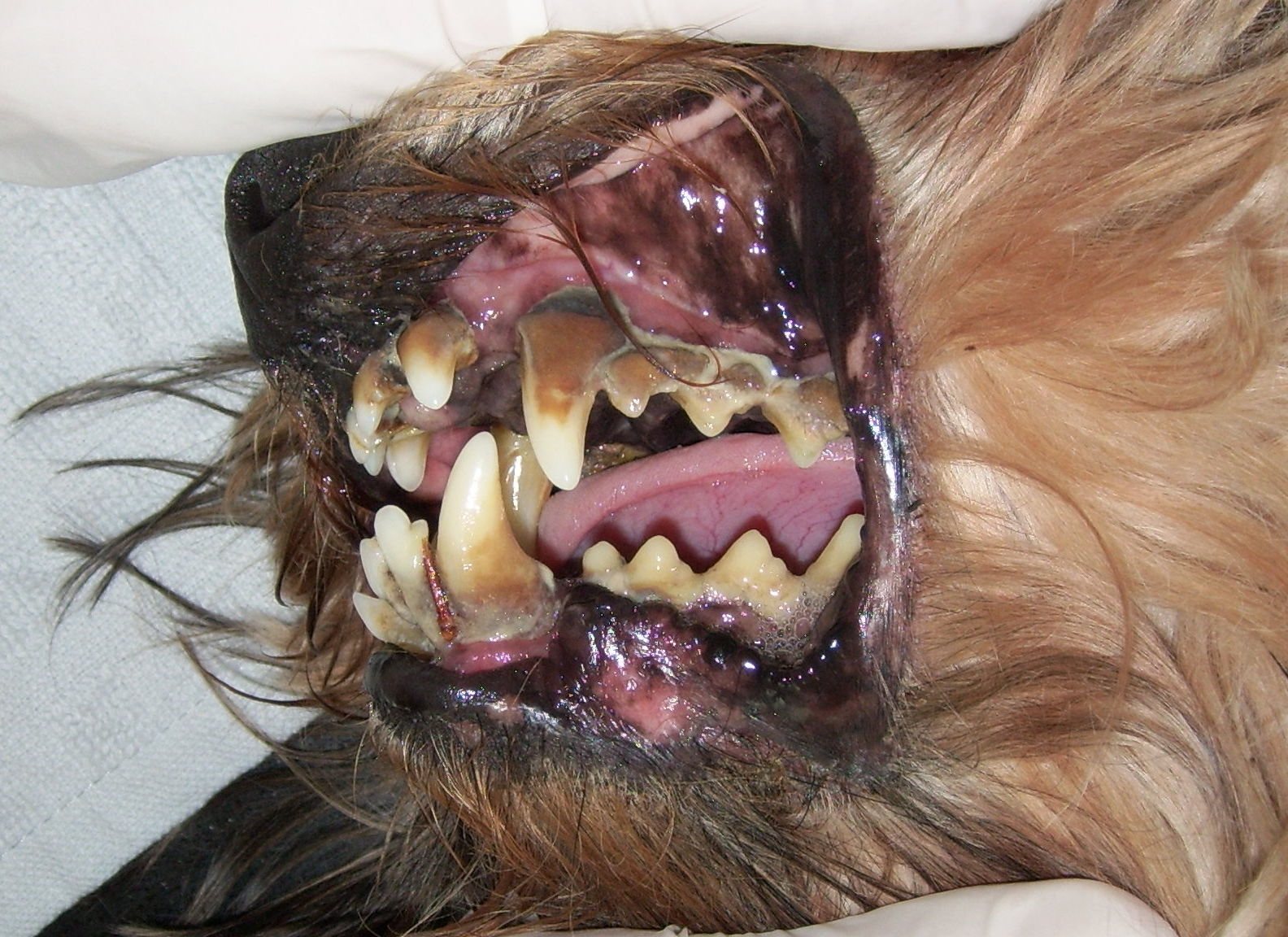
Zahnstein bei einem Hund

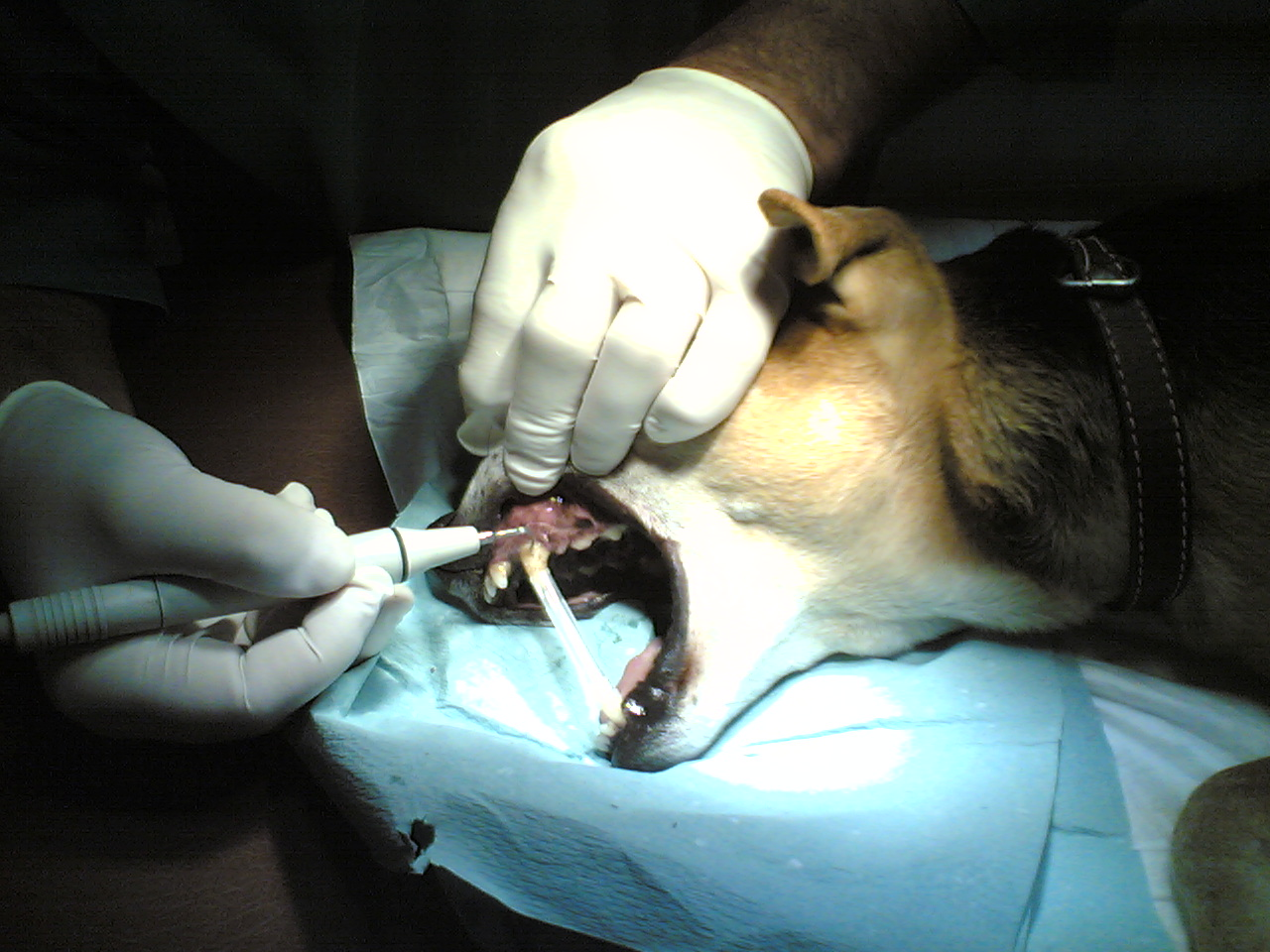
Zahnsteinentfernung beim Hund mittels Ultraschall in Vollnarkose mit eingesetztem Maulspreizer

Zahnstein kommt bei Hunden besonders häufig am Hals der Eckzähne, der Reißzähne und der Backenzähne des Oberkiefers vor. Er kann sich sowohl auf dem Zahnschmelz als auch unter dem Zahnfleisch in den Zahnfleischtaschen anlagern. Zahnstein ist grau-grünlich bis bräunlich gefärbt und hat eine feste Beschaffenheit. Hat ein Hund Zahnstein, so macht sich dies außerdem durch einen üblen Geruch aus der Maulhöhle bemerkbar. Auf der rauen Oberfläche des Zahnsteins sammelt sich in kurzer Zeit neuer Zahnbelag an, der wegen der darin enthaltenen Bakterien und Keime zu einer Zahnfleischentzündung führen kann. Entzündungen und Blutungen des Zahnfleisches sowie eine Fressunlust beim Hund sind weitere Hinweise auf Zahnstein.
Bei der Zahnreinigung soll eine Zahnbürste mit weichen bis mittelharten Nylonborsten verwendet werden, deren Größe zur individuellen Zahnregion des Tieres passt. Auf diese Bürste trägt man eine für Tiere geeignete Zahncreme auf und drückt sie mit dem Finger möglichst tief in die Borsten hinein, damit das Tier die Zahncreme nicht vor der Reinigung ableckt. Zahncremes für Menschen sind nicht für die Zahnreinigung bei Tieren geeignet, weil sie Fluoride sowie schaumbildende Stoffe enthalten. Das Tier könnte sie bei der Zahnreinigung verschlucken und Magenprobleme bekommen. Bei Hunden sollte die Zahnreinigung einmal täglich erfolgen. Um dies durchführen zu können, ist der Hund über mehrere Wochen mit viel Geduld schrittweise an die Prozedur heranzuführen, damit sie stressfrei ablaufen kann.
Die tägliche Zahnreinigung lässt sich auch mit einer leise laufenden elektrischen Zahnbürste durchführen, sobald sich der Hund an die Vibration gewöhnt hat.
Bei einer professionellen Zahnreinigung durch den Tierarzt bekommt der Hund eine leichte Narkose. Der Tierarzt kann den Zahnstein entweder mit Handinstrumenten (Scaler) oder mit einem Ultraschall-Gerät entfernen.